# Montori Hughes
Montori Hughes (Murfreesboro, 25 agosto 1990) è un ex giocatore di football americano statunitense che ha giocato nel ruolo di nose tackle. Fu scelto nel corso del quinto giro (139º assoluto) del Draft NFL 2013 dagli Indianapolis Colts. Al college ha giocato a football alla University of Tennessee at Martin.

## Carriera professionistica

### Indianapolis Colts
Hughes fu scelto nel corso del quinto giro del Draft 2013 dagli Indianapolis Colts. Debuttò come professionista nella gara vinta nella settimana 9 contro gli Houston Texans in cui mise a segno un tackle. La sua stagione da rookie si concluse con 4 presenze e 6 tackle.

## Statistiche
| Partite totali      | 4 |
| Partite da titolare | 0 |
| Tackle              | 6 |
| Sack                | 0 |
| Intercetti          | 0 |

Statistiche aggiornate alla stagione 2013